# Avis Pleiade Policoro
La Società Sportiva Dilettantistica Avis Pleiade Policoro è una società a responsabilità limitata italiana attiva nel calcio a 5, con sede a Policoro.

## Storia
L'attuale assetto societario nasce nel 2010 dalla fusione delle due principali realtà cittadine, le sezioni di calcio a 5 del Centro Sportivo AVIS, fondato nel 1983 e di cui la società prosegue la tradizione sportiva, e la squadra di calcio a 5 della Borussia Pleiade.

## Statistiche e record

### Partecipazione ai campionati nazionali
| Livello | Categoria | Partecipazioni | Debutto   | Ultima stagione |
| ------- | --------- | -------------- | --------- | --------------- |
| 2º      | Serie A2  | 3              | 2014-2015 | 2016-2017       |
| 3º      | Serie B   | 3              | 2011-2012 | 2013-2014       |

## Colori e simboli

### Colori
I colori sociali e delle divise della squadra policorese sono il rosso e il blu.

## Palmarès

### Competizioni nazionali
- Campionato di Serie B : 1

2013-2014